# Ikebana
Ikebana (生け花, »živeče cvetje«) je japonska umetnost aranžiranja cvetja, znana tudi kot Kado (華道, »pot cvetja«).

## Izvor
Tradicija sega v 7. stoletje, ko so na oltarjih v templjih darovali cvetje. Kasneje so cvetne aranžmaje postavljali v hišne niše tokonome. Višek popularnosti je tovrstna umetnost urejanja cvetja in rastlin prvič imela v 16. stoletju, pod vplivom budističnih mojstrov čajnega obreda, od takrat pa le še narašča, saj je danes na Japonskem in drugod preko 1000 različnih šol aranžiranja.
Kado se šteje za eno od treh klasičnih japonskih umetnosti uglajenosti, poleg umetnosti kodo (»pot kadila/dišav«) in čado - japonskega čajnega obreda.

## Etimologija
Izraz ikebana je sestavljen iz japonskega glagola ikeru (生ける, »ohranjati živo, aranžirati cvetje, živeti«) in hana (花, »roža, cvet«). Možni prevodi so »dajanje življenja cvetlicam« ali »aranžiranje cvetja«.

## Zgodovina
Rastline imajo pomembno vlogo v domorodem japonskem šintoizmu. Joriširo je predmet, ki privlači svete duše. Zimzelene rastline so tradicionalno novoletno okrasje, ki postavljeno v parih pred hišo prikličejo duše prednikov (imenovane tudi kami) na žetev.

### Obdobje Heian (794–1185)
Preživljanje časa z opazovanjem in občudovanjem cvetlic preko letnih časov se je med japonskim plemstvom uveljavilo že precej zgodaj. Antologiji poezije Vaka, Manjošu in Konin Vakašu iz obdobja Heian (794-1185), sta vključevali mnoge pesmi s tematiko cvetja. V tem času se je s Kitajske in Koreje razširil budizem in darovanje cvetja na budističnem oltarju je postalo pogosto. Čeprav je v Indiji, od koder budizem izhaja, najpogostejša uporaba lotosovega cveta, so na Japonskem uporabljali domorodno sezonsko cvetje. Medtem ko so na Kitajskem aranžiranje učili budistični svečeniki, so na Japonsko predstavili samo najbolj osnovne elemente te umetnosti, ki dolgo časa ni imela pomena. Šlo je bolj za postavljanje rož v vaze brez sistema, nato pa predstavitev teh rož kot daritev v templjih in pred svetišči prednikov. Prvi sistem urejanja se je imenoval šin-no-hana (»središčno aranžiranje cvetja«). Večja veja bora ali ciprese je bila postavljena navpično v sredino vaze, med tri ali pet sezonskih cvetlic. Takšne, večinoma simetrične postavitve, so se pojavile na japonskih verskih slikah 14. stoletja. Šlo je za prvi poskus oponašanja naravne pokrajine. Večja veja je predstavljala ozadje, cvetovi slive ali češnje srednjo razdaljo, manjše cvetje pa ospredje. V obdobjih Kamakura in Nanboku-čo se je med drugim pojavila postavitev micu-gusoku. Različni budistični spisi se imenujejo po cvetlicah, npr. Kegon-kjo (»sutra cvetnega venca«) in Hokke-kjo (»lotusova sutra«). Zvitek Čodžu-džinbucu-giga (»Zvitek poskakujočih živali in ljudi«) prikazuje lotosov cvet, ki ga opica/menih poklanja pred žabo, ki oponaša Budo.

### Obdobje Muromači
Z razvojem arhitekturnega sloga šoin-zukuri v obdobju Muromači so postali viseči zvitki kakemono in posode primerni predmeti za postavitev v prostor ošiita (押板 »potisnjena deska«), ki je bil predhodnik niše tokonoma in dvonivojskih polic čigajdana (違い棚). V tem prostoru so razstavili tudi cvetlične aranžmaje v vazah, ki so vplivale na notranji dizajn, ki je postal bolj enostaven in prefinjen. Ta slog dekoracije se je imenoval zašiki kazari (座敷飾). Niz treh ceremonialnih predmetov pri budističnem oltarju, imenovanih Micu-gusoku, je vseboval svečnik, kadilnico in vazo z rožami, ki so bile aranžirane v najstarejšem slogu tatebana/tatehana (立花, »stoječe cvetje«), kjer aranžma sestoji iz elementov šin (ali motoki 本木 »izvorno drevo«) in šitakusa (下草, »podrast«). Nedavne zgodovinske raziskave zdaj kažejo, da je bila praksa tatebana sinteza več sistemov prepričanj, vključno z budističnim, šintoistični joriširo pa je najverjetneje izvor japonskega prakticiranja ikebane, ki ga poznamo danes. Skupaj tvorita podlago za izvorno, zgolj japonsko izpeljavo izdelave ikebane.

### Obdobje Sengoku (1336–1573)
Umetnost se je razvijala zelo počasi in mnoge šole so nastajale šele proti koncu 15. stoletja po koncu obdobja državljanske vojne. Osmi šogun Ašikaga Jošimasa (1436-1490) je bil pokrovitelj umetnosti in največji spodbudnik slavnostnega čajnega obreda ča-no-ju ter aranžiranja ikebane. Jošimasa je na koncu celo abdiciral s prestola in se posvetil zgolj umetnosti. Rečeno je, da se cvetja, ponujenega ob priložnostih slavja in predstavljenega kot darilo bogovom, ne daruje ohlapno, ampak naj bi predstavljalo ustvarjalčev čas in posvečene misli. Potem so se začela formulirati tudi pravila.
Slavni slikar Soami, Jošimasov sodobnik, je zasnoval idejo predstavljanja treh elementov nebes, človeka in zemlje, iz katerih izvirajo principi današnjega aranžmaja ikebane. V Jošimasovem templju srebrnega paviljona (Ginkaku-dži) v Kjotu, za katerega bi lahko rekli, da sta se v njem razvijali umetnosti čajnega obreda (ča-no-ju) in ceremonija kadila (ko-avase), je prišlo tudi do največjega razvoja ikebane.
Umetniki šole Kano, kot so Sesšu Tojo (1420-1506), Seson, Kano Masanobu, Kano Motonobu (1476-1559) in Šugecu iz 16. stoletja so bili ljubitelji narave, tako da so ikebano v tem obdobju razvili korak dlje od templjev in sobne okrasitve ter začeli razmišljati tudi o naravni lepoti v cvetnem aranžmaju. V tem času se je ikebana imenovala rika.
Ista doba je zasnovala še eno obliko, imenovano nagejrebana. Rika in nagejrebana sta dve veji, na kateri se je razdelila ikebana. Popularnost teh slogov je med obema nihala več stoletij. Na začetku je bila rika toga, formalna in bolj dekorativna, nagejrebana pa enostavnejša in bolj naravna.
Čeprav je postajala nagejrebana v času kulture Higašijama v 15. stoletju (začetnik šogun Ašikaga Higašijama) bolj priljubljena, je bila rika še vedno v ospredju. Nagejrebana je postala zares popularna šele v obdobju Momojama, približno sto let po Ašikagi Jošimasu. V tem obdobju je tudi ceremonija ča-no-ju dosegla najvišji razvoj in močno vplivala na cvetlično umetnost. Kdor je prakticiral pitje čaja, je zelo verjetno sledil tudi ikebani.

### Obdobje Azuči-Momojama (1573–1603)
Po dolgem boju za obstoj se je nagejrebana ločila od rike in postala zelo popularna. Ljudje v 16. stoletju so jo pozdravili zaradi svobodnih linij in naravne lepote.Rika je bolje predstavljala okus obdobja Higašijama, nagejrebana pa okus obdobja Momojama. Rika je v tem času celo izgubljala na popularnosti, a je doživela še večji razcvet v obdobju Edo (1603-1668), ko so jo oživili. V obdobju Higašijama je bila rika zgolj kot okrasje v sobi ob slovesnih priložnostih, kasneje pa so jo videli kot fino umetnost in razvedrilo za višje sloje.
Ikebana je v japonski kulturi bila vedno obravnavana kot dostojanstven dosežek. Vsi najbolj slavni japonski generali so bili mojstri te umetnosti, saj je umirjala njihove misli in razjasnila odločitve na bojnem polju. Samuraji, kot sta bila Hidejoši in Jošimasa, so dokaz, da je veda vojskovanja združljiva s kreativnostjo ustvarjanja ikebane.

### Obdobje Edo
Rika je dosegla višek popularnosti v obdobju Genroku (1688-1704), ki velja še danes za zlato dobo obdobja Edo.
Mnoga dela o ikebani so nastajala stoletja od obdobja Kenei (1206-1207) do obdobja Sakoku (ko se je Japonska zaprla pred zunanjim svetom), temeljila pa so na Soamijevi ideji o treh elementih. Prva in ena pomembnejših je bila Sendenšo iz začetka obdobja Kenei. Vse druge so imele manj vrednosti, saj je bilo v njih zapisanih bolj malo pravil, zaradi tega pa so dajale vtis, da želijo prej zadržati informacije kot jih deliti z učenci ikebane. Uporabne so bile zaradi slik, po katerih se lahko spremlja napredovanje umetnosti. V obdobju Edo (17. stoletje) je bilo izdajanje knjig v razmahu in knjige o ikebani so si kar sledile. Izdali so tudi Sendenšo (仙伝抄), ki velja za najstarejši priročnik. Kavari Kaden Hišo (替花伝秘書) je nastal v 1. letu obdobje Kanbun (1661). Napisan je bil zelo poučno, s prosto podanimi pravili in principi. V obdobju Edo je bila to druga publikacija po Sendenšoju. Čeprav je besedilo po vsebini podobno komentarjem iz obdobja Muromači, so ilustracije kazale, kako uživati v Tačibani. Tačibana se je razširila od menihov do samurajev in naprej na meščane. Kokon Rika-šu (古今立花集) je bilo najstarejše objavljeno delo o riki iz 12. leta obdobja Kanbun (1672). Kokon Rika-taizen (古今立花大全), objavljen v 3. letu obdobja Tena (1683) je bil najbolj znan priročnik za riko. Rika Imajo Sugata (立華時勢粧) je izšel v 5. letu obdobja Džokjo (1688).
V obdobju Kenei je bila rika enostavna in naravna, brez ekstremnih zavojev v aranžmaju, v obdobju Genroku (1688-1704) pa so postale linije zapletene, forma pa je dobila tudi vzorce. To je bil čas visoke elegance, saj so bile vse fine umetnosti visoko razvite, predvsem tiskanje vzorcev za tkanine in okrasje. Proti koncu 17. stoletja je Korin, slavni umetnik z lakom in ustvarjalec vrhunskih vzorcev, močno vplival na ikebano. V tem času je dajalo najbolj razveseljive in uglajene rezultate kombiniranje vzorcev ali dizajnov z linijami, ki so sledile naravni rasti rastlin.
Na koncu 17. stoletja je umetnost dosegla svoj vrhunec in najvišjo stopnjo popolnosti. Še vedno pa so se ustvarjalci posluževali nenaravnih vijug, kar je vodilo v ponovno oživitev nagejrebane. Do takrat se je naenkrat poučeval samo ena veja ikebane, glede na tedanji okus, kasneje pa so obstajali rivalski učitelji obeh vej.
Slog rika je dosegel svoj največji razmah v obdobju Genroku, nato pa je začela počasi zamirati. Od padca rike se je uveljavila nagejrebana, izvorna oblika današnje ikebane. Od takrat se tovrstni aranžmaji več ne imenujejo nagejrebana, ampak so prevzeli ime ikebana. V obdobju Tenmei (1781-1789) je nagejrebana oz. ikebana hitro napredovala, razvila se je velika lepota linije. Predstavniki umetnosti niso samo študirali narave, ampak so opažanja kombinirali z znanjem rike, kar je ikebano pripeljalo v popolno stanje razvoja. Po obdobju Tenmei se je najčistejši in najboljši okus za ikebano začel izgubljati, pojavila se je formalna in umetna oblika aranžmaja. To je današnja oblika, ki sledi pravilu/modelu nebes, človeka in zemlje.
Najbolj priljubljene šole danes, Ikenobo, Enšu-rju, Mišo-rju, idr., se držijo teh pravil, v Tokiu in Kjotu pa so tudi mnogi mojstri ikebane, ki učijo preprostejše oblike Ko-rju in Ko-Šin-rju iz obdobij Genroku in Tenmei.

## Ikebana International
V Tokiju je bila leta 1956 ustanovljeno mednarodno združenje ljubiteljev ikebane, znano pod imenom »Ikebana International«, katerega častna predsednica je bila princesa Takamado.. Naloga tega združenja je pospeševati in kultivirati ikebano na Japonskem in po svetu, povezovati med seboj mojstre, učitelje in učence ikebane, ter s tem širiti lepoto, harmonijo in mir.

## Privrženci
Privrženci sloga kado, od učencev do učiteljev, so znani kot kadoka (華道家). Učitelj umetnosti kado se imenuje sensei (先生). Izraz prihaja iz sen ali saki (pred) in sei (življenje), to je tisti, ki je pred teboj, predhodnik. Pomembnejši Japonci, ki danes prakticirajo ikebano, so Džuniči Kakizaki, Mokiči Okada in Juki Cudži. Slednji je marca 2015 predaval na TEDx dogodku v Šimizu, kjer je pojasnjeval razmerje med ikebano in lepoto.

### Šole
Danes obstaja na svetu več kot 1000 različnih vrst šol ikebane. Šolo običajno vodi iemoto, pogosto pa se vodenje prenaša iz roda v rod, znotraj družine. Med najbolj znane šole spadajo:
Ikenobo iz okoli leta 700 (obdobje Heian) bi naj bila najstarejša. Začetki naj bi bili celo starejši, iz časa začetka gradnje drugega najstarejšega budističnega templja Rokaku-do v Kjotu, ki ga je leta 587 dal zgraditi princ Šotoku, ki se je utaboril ob ribniku v današnjem središču Kjota. V 13. stoletju je Ono-no-Imoko, uradni državni odposlanec, s Kitajske prinesel običaj polaganja budističnega cvetja na oltar. Postal je svečenik v templju in vse svoje življenje posvetil aranžiranju cvetja. Izvorni svečeniki tega templja so živeli ob ribniku. Beseda za ribnik je v japonščini ike (池), za svečenika bo (坊). Povezava s členkom za svojino no (の) daje besedo Ikenobo (池坊) - »svečenik [od] jezera«. Ime Ikenobo, ki ga je podaril cesar, se je vezalo na svečenike, ki so v tem templju specializirali v aranžiranju cvetja.
Ikenobō je edina šola, ki nima končnice -rju v svojem imenu, saj velja za izvorno šolo. Prvi sistematični klasični slogi, vključno z riko, so se začeli v sredini 15. stoletja. Prvi učenci in učitelji so bili budistični svečeniki Ikenobo in člani budistične skupnosti. Sčasoma so se pojavile tudi druge šole, slogi so se spremenili in ikebana je postala navada v celotni japonski družbi.
- Ikenobo (池坊) je razvila slog rika, njene podružnice vključujejo šole:
  - Higašijama-rju
  - Senki-rju
  - Enšiu-rju
  - Seizan-rju
  - Mišo-rju
- Saga Go-rju (嵯峨御流) sega v čas cesarja Saga, ki je vladal med leti 809 in 823
- Šogecudo Ko-rju – ustanovil menih Mjoe (1171-1231)
- Ko-rju (古流) – ustanovil Oun Hoši ali Macune Iširo (1333-1402)
- Higašijama Džišo-in-rju (東山銀閣院流) – ustanovil šogun Jošimasa Ašikaga (1436-1490), ki je bil imenovan tudi Higašijama-dono ali Džišo-in. Podružnice te šole so:
  - Senzan-rju
  - Higašijama-Ko-Sej-rju
  - Higašijama-rju (東山流)
  - Soami-rju (相阿弥流)
- Senke-Ko-rju – ustanovil slavni mojster čaja Sen no Rikju leta 1520
- Bišo-rju – ustanovil Goto Dajgakunokami ali Bišokuj Dokaku leta 1545
- Enšu-rju (遠州流) – ustanovil Kobori Enšu (1579-1647). Veje te šole so številne:
  - Nihonbaši Enšu
  - Šin Enšu
  - Ango Enšu
  - Mijako Enšu
  - Seifu Enšu
  - Asakusa Enšu

## Zgodovina teorije
Ker so prišli cvetlični aranžmaji na Japonsko s Kitajske z budizmom, so bili prevzeti skupaj s kitajsko in budistično filozofijo. Podlaga celotnega aranžiranja je budistična želja po ohranjanju življenja, iz česar sledi tudi veliko pravil, ki nadzorujejo obliko vaze, ki morajo pomagati pri podaljševanju življenja. Če ne bi ta želja prevladovala pri vseh darovanjih cvetlic, ohranjanju in zaščitnim sredstvom najbrž ne bi posvečali toliko pozornosti.
Ideja dobre in zle sreče vlada tako izbiri materialov kot obliki aranžmaja. Koncept hanakotoba (花言葉) je japonska oblika »govorice cvetlic«. V tej praksi se pripiše rastlinam glede na barvo cvetov psihološke učinke in dejanja, ki se ubesedijo iz vtisov narave, prisotnosti trnov, z višino visokih rastlin, cvetlicami in venci cvetlic preko raznolikih tipov. Ti naj bi posredovali čustva, brez potrebe po uporabi besed. Barva nekaterih cvetov naj bi prinašala nesrečo. Rdeči cvetovi se ne uporabljajo na pogrebih, nezaželeni pa so tudi zaradi povezave s plameni ognja. Liho število cvetov prinaša srečo, sodo pa se ne uporablja. Z uporabo lihega števila cvetov se izognemo simetriji in ravnovesju, ki se redko pojavljata v naravi, z gledišča japonske kulture pa nista zaželeni v nobeni umetnosti.
Ikebana se na japonskem pojmuje kot disciplinirana umetniška oblika, saj pri aranžiranju ne gre samo za enostavno polaganje cvetlic v posodo, ampak za združevanje narave in človeškega. V nasprotju z idejo večbarvnega aranžmaja cvetov se večkrat poudarja tudi druge dele rastline, kot je steblo in listi, osredotočenje pa je na obliki, liniji in formi. Čeprav je ikebana izraz ustvarjalnosti, njeno formo narekujejo nekatera pravila. Umetnikov namen se kaže preko barvnih kombinacij, lahkotnih linij in impliciranega pomena.
Druga pogosta, a ne izključna lastnost ikebane, je uporaba minimalizma. V nekaterih aranžmajih je uporabljeno samo minimalno število cvetov, razpršenih med stebla in liste. Oblika nekaterih temelji na raznostraničnem trikotniku, katerega glavne točke, navadno veje, predstavljajo nebesa, človeka in zemljo ali pa sonce, luno in zemljo. Uporaba le-teh je omejena na nekatere šole in ni pogosta v tradicionalnih. Vidna izjema je slog rika, ki sledi drugim predpisom. Posoda je lahko ključni element postavitve, zato so v uporabi zelo raznolike zasnove in materiali. V nekaterih šolah je posoda samo kontejner za vodo in je podrejena aranžmaju.
Upoštevanje vaze kot kaj več kot zalogovnik vode je izvirni japonski način razmišljanja. Razmišljajo tudi o gladini, ki jo vedno razkažejo kot površino zemlje, iz katere raste aranžma. To pripomore k učinku, da raste rastlina kar se da podobno naravnim razmeram.
Pozornost je potrebno posvetiti tudi letnemu času, v katerem se aranžma sestavlja. V marcu na japonskem prevladujejo močni vetrovi, zato so vijuge vej pod vtisom takšnih razmer. Poleti se Japonci veselijo nizkih, širokih posod, kjer je razgaljena voda, kar naredi večji učinek svežega in hladnejšega aranžmaja kot v pokončni vazi.
Ni priložnosti, ki ne bi mogla biti nakazana z načinom aranžiranja. Morda se zdi čudno, da naš odhod od doma napoveduje nenavadna postavitev rož, a postavitve ikebane lahko naznanijo na stotine različnih dogodkov. Tako je veliko japonskih pesnikov je vrbove dolge veje povezalo z dolgim življenjem, srečnim zakonom, ipd., zato pogosto uporabljajo za mnoga praznovanja in so prva izbira ob slovesu, saj dolžina veje obljublja varno vrnitev iz najdaljše poti, posebej če je veja oblikovana v popolni krog.
Ob vselitvi je primerno belo cvetje, saj nakazuje na vodo, ki pogasi ogenj. Ogenj v japonski kulturi predstavlja večno grožnjo, saj je tradicionalna japonska hiša, razen strešne kritine, navadno grajena iz vnetljivih materialov. Rdeče cvetje, ki je povezano z ognjem, se ob takšnih priložnostih ne uporablja. Ob dedovanju so primerne zimzelene rastline, krizanteme ali kakršnokoli drugo trajno cvetje, saj sporočajo, da bo bogastvo ali imetje ostalo za vedno.
Obstajajo aranžmaji, primerni za tako za vesele kot žalostne dogodke. Ob smrti je primerno belo cvetje z mrtvimi listi in vejami, ki izražajo mir. Cvetje za darilo naj bo še s popki, da lahko prejemnik občuduje njihovo odpiranje, kar je precej v nasprotju z zahodnjaškimi vidiki, da mora vse zapustiti cvetličarja že v popolnem stanju.
Duhovni vidik umetnosti kado je zelo pomemben izdelovalcu. Nekateri menijo, da je pri aranžiranju ikebane potrebna tišina, drugi pa ne. Je čas, ko se občuduje stvari iz narave, ki jih večina ljudi spregleda zaradi hitrega načina življenja. Japonski ustvarjalci ikeban verjamejo, da postaneš bolj potrpežljiv in sprejemajoč za razlike, ne samo v naravi, ampak na splošno. Kado lahko navduši poistovetenje z lepoto v vseh umetniških oblikah. Je tudi čas, ko je človek povezan z naravo, kar nudi sprostitev za um, telo in duha.

## Slogi
Vzorci in slogi so se razvijali in do konca 15. stoletja so bili aranžmaji dovolj pogosti, da so dosegli navadne ljudi in ne samo cesarske družine in njenih podanikov.
Ikebana je bila sprva zelo preprosta, sestavljena iz zgolj nekaj stebelc cvetlic in zimzelenih vej. Tej prvi obliki se je reklo kuge (供華).
Slogi ikebane so se spremenili v poznem 15. stoletju in se preoblikovali v obliko umetnosti s fiksnimi navodili. O teh je bilo napisanih več knjig, začenši z delom Sedenšo, ki je najstarejša in zajema leta od 1443 do 1536. Ikebana je postala pomemben del tradicionalnih festivalov, občasno so prirejali razstave.
Za prve sloge je značilno visoko, pokončno osrednje steblo, ki ga spremljata dve krajši stebli. V obdobju Momojana (ok. 1560-1600) so zgradili čudovite gradove. Plemiči in njihovi podaniki so ustvarjali velike okrasne cvetlične aranžmaje rika, ki so jih imeli za primerno okrasje.
- Slog Rika (立花;[18] »stoječe cvetje«) se je razvil kot budistični izraz lepote pokrajine in narave. Pri tem slogu je ključnih devet vej, ki predstavljajo elemente narave.[19] Ena od ureditev rikka se imenuje suna-no-mono (砂の物, »peščeni aranžma«).[20]

Ko se je pojavil čajni obred, se je predstavil še en slog, ki je bil uveden v sobe za izvajanje ceremonije, imenovan čabana. Ta slog je nasprotje sloga Momojama in poudarja rustikalno preprostost. Čabana se ne šteje za slog ikebane. Enostavnost čabane je vseeno privedla do sloga nagejrebana (»notri vržen« slog).
- Nageirebana (投入花; »notri vrženo/vmetano cvetje«) je nestrukturiran dizajn, ki je vodil v razvoj slogov seika in šoka. Značilen zanj je tesen snop stebelc, ki tvorijo trikotno trivejno nesimetrično sestavo, ki jo pojmujejo kot klasično in je znan tudi pod imenom nagejre.
- Šoka (生花; »čisto cvetje«) je sestavljen iz treh glavnih delov, v nekaterih šolah znanih kot ten (nebesa), či (zemlja) in džin (človek). Enostavni slog naj bi kazal lepoto in edinstvenost rastline same. Formalizacija nagejre za uporabo v japonski niši tokonoma je vodila v formalni slog šoka.
- Moribana (盛花, »nakopičeno cvetje«); cvetovi so razporejeni v plitvo vazo sujban, posodo ali košaro in pritrjeni na kenzan ali koničasto iglo, znane tudi kot kovinski žabe.
- Džijuka (自由花;[21] »prosto cvetje«) je prosta ustvarjalna zasnova. Ni omejena na cvetje; uporablja se lahko vsak material. V 20. stoletju s pojavom modernizma so se tri šole ikebane umaknile današnjem ti. »prostemu slogu«.

## Galerija
- Tradicionalna šoka
- Nagejre iz šole Banmi Šofu-rju
- Moribana koseitai (hidarigatte) šole Saga Gorju
- Aranžma Džijuka v prostem slogu

### Posoda
Posode, uporabljane pri aranžiranju cvetja, so v veliko raznolikih zasnovah. Tradicionalno so smatrali, da niso lepe zgolj po obliki, materialu in dizajnu, ampak da hkrati ustrezajo uporabi in da bo cvetlica položena v ustreznega, narejenega posebej za neko vrsto cvetlice.
Japonci želijo z obliko vaze doseči daljše življenje cvetlice. Zaradi tega razloga so odprtine pogosto široke, saj verjamejo, da je kisik, ki vstopi v vazo, za rastlino enako pomemben kot tisti, ki je raztopljen v vodi, zato ostane voda sladka dlje časa.
Obstaja veliko idej, povezanih s posodami. Viseče vaze so posledica razmišljanja, da cvetja od cenjenega prijatelja nikoli ne položimo tako, da bomo nanje gledali zviška, zato jih obesimo višje. Pri visečih vazah iz bambusa naj bi velika, okrogla oblika na vrhu predstavljala Luno, luknja za žebelj pa zvezdo (glej skice spodaj). Odprtini pod vrhom se reče fukumuki, »veter, ki veje čez prostor«.
Poleg raznolike oblike omogočajo nizke, ploske vaze, bolj pogoste poleti kot pozimi, aranžiranje gomoljastih in vodnih rastlin v naravnem položaju.
Najpogostejše barve so pasteli, zelo popularne pa so tudi bronaste vaze. Japoncem se zdi barva brona blizu zemlji, zato poudari lepoto cvetlic. Bambus je priljubljen zaradi enostavnih linij in nevtralne barve, kar naredi očarljivo vazo. Zunaj Japonske je zaradi bolj suhega podnebja uporaba bambusa nepraktična, saj lahko razpoka. Košare iz bambusovega trstičja dajejo zaradi mehkega rjavega odtenka lep kontrast barvilom cvetlic, primerne so za vsako podnebje.
Spregledati ne smemo niti majhne viseče vaze, ki jo najdemo v preprostih, prijetnih domovih - nenavadna korenina, ki jo brez stroškov poberemo in oblikujemo v posodo, ki lahko drži posamezno cvetlico ali ovijalko. Takšne vaze ustvarimo brez napora in najdemo skoraj kjerkoli.
- Viseča luna in zataknjena vaza
- Prihajajoča ladja dobre sreče in standardni aranžma